# Signe Arnfred
Signe Arnfred (født 22. januar 1944 i Nykøbing S.) er kultursociolog. Hun voksede op i et hjem præget af den grundtvigske højskole, blev student fra Akademisk Studenterkursus i 1962 og magister i kultursociologi fra Københavns Universitet i 1973. Hun var først adjunkt og blev siden lektor på RUC. Hendes forskning drejer sig særlig om kønsforhold, kvinders vilkår og udviklingen i Mozambique.
Arnfred modtog KRAKA-prisen i 2012.